# Als je alles weet
Als je alles weet is een lied van de Nederlandse zanger André Hazes. Het werd in 1988 als single uitgebracht en stond in hetzelfde jaar als tweede track op het album Liefde, leven, geven, waar het de tweede single van was, na Blijf bij mij. 

## Achtergrond
Als je alles weet is geschreven door André Hazes, Giampiero Artegiani en Marcello Marrocchi en geproduceerd door John van de Ven en Jacques Verburgt. Het is een Nederlandstalige bewerking van Perdere l'amore van Massimo Ranieri uit 1988. Het is een lied uit het genre levenslied. Het is een lied dat gaat over het missen van iemand. Op de B-kant van de single staat Sleur, een lied geschreven door Hazes en Verburgt en eveneens geproduceerd door Van de Ven en Verburgt.

## Hitnoteringen
De zanger had weinig succes met het lied. In de Nationale Hitparade kwam het tot de 93e plaats en was het drie weken te vinden. Er was geen notering in de Nederlandse Top 40.

## Covers
Het lied is over de jaren meermaals gecoverd. Als een postuum duet met Hazes nam de Belgische zangeres Dana Winner het lied in 2007 op voor het album Samen met Dré. Het lied werd eveneens als single uitgebracht en bereikte in de Ultratip 100 van de Vlaamse Ultratop 50 de twaalfde plaats. In 2020 zong André Hazes jr. het lied bij televisieprogramma Liefde voor muziek en bracht de band Miss Montreal het lied als single uit. De versie van Hazes jr. bereikte de 31e plaats van de Ultratip 100 van de Vlaamse Ultratop 50. Fans vroegen aan Miss Montreal om het lied als single uit te brengen nadat het eerder door Sanne Hans bij Holland zingt Hazes werd gezongen. De versie van Miss Montreal bereikte de achttiende plaats van de Tipparade van de Nederlandse Top 40. In 2022 werd het door Samantha Steenwijk gezongen bij televisieprogramma Hazes is de basis.